# Luigi Gatti
Luigi Gatti (Lazise, 11 de juny de 1740 - Salzburg, 1 de març de 1817) fou un compositor italià.

## Biografia

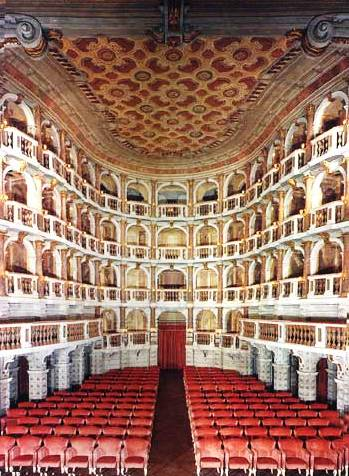
Interior del Teatre Scientifico de Màntua

El 1768 va presentar a Màntua la seva primera òpera Alessandro nell'Indie, amb llibret de Metastasio, i aquell mateix any va ser contractat com a cantant (tenor) del cor de l'església de Santa Bàrbara, dirigit per Giovanni Battista Pattoni. El 3 de desembre de 1769 amb la cantata Virgilio i Mantell va inaugurar el Teatre Scientifico, seu de l'Acadèmia de Màntua, amb la que continuarà col·laborant fins i tot finals de 1783. El 1770 va conèixer al jove Mozart durant el viatge que aquest va realitzar per Itàlia.
El 1773 va succeir a Pattoni com a mestre de capella de Santa Bàrbara, càrrec que va ostentar fins al 14 de febrer de 1783 que va ser nomenat mestre de capella de la catedral de Salzburg. Aquest últim nomenament va aixecar la gelosia professional de Leopold Mozart. A Salzburgo va compondre nombroses obres sacres on destaca una Creació basada en La creació de Haydn; així mateix va ser director del cor de veus blanques de la catedral, càrrec que ocuparia fins i tot la seva mort esdevinguda el 1817.
Les composicions de Gatti que han arribat fins a nosaltres es caracteritzen per la seva fluïdesa melòdica, flexibilitat rítmica i dolçor. Va compondre en la mateixa línia que els seus contemporanis, però va aportar nombroses novetats en l'estructura i ritme musical de les seves obres.

## Composicions

### Òperes
- Alessandro nell'Indie, llibret de Pietro Metastasio, 1768, Màntua.
- Nitteti, llibret de Pietro Metastasio, 1773, Màntua.
- Armida, llibret de Giovanni De Gamerra, 1775, Màntua.
- L'Olimpiade, llibret de Pietro Metastasio, 1775, Salzburg.
- Antigono, llibret de Pietro Metastasio, 1781, Milà.
- Demofoonte, llibret de Pietro Metastasio, 1787, Màntua.

### Resta d'obra vocal
- Virgilio e Manto (cantata, 1769, Màntua)
- Il certame (cantata, 1771, Màntua)
- Cantata per il matrimonio dell'Arciduca Ferdinando (cantata, 1775, Màntua)
- Cantata in lode del Principe Arcivescovo di Olmütz (cantata, 1778, Màntua)
- L'isola disabitata (cantata, text de Pietro Metastasio, 1783, Salzburg)
- Cantata per il glorioso anniversario del ingresso in Salisburgo di l'Arcidurca Ferdinando (cantata, c 1804 Salzburg)
- Cantata per le nozze dell'imperatore Francesco I con Luigia d'Este (cantata, 1808)
- Inno per una voce e pianoforte (text en alemany, 1812, Salzburg)
- Cantata per il giorno dell'Epifania (cantata)
- Ah! Se a me fosse concesso (cantata per a soprano i orquestra, Màntua)
- Christus verurtheilet per 4 voci (Salzburg)
- Cantata tedesca per Hyeronimus Coloredo (cantata)
- Il sacrificio ad amore (cantata)

### Oratoris
- La madre dei Maccabei (1775, Màntua)
- Il martirio dei Santissimi Nazario e Celso (Brescia, 1780)
- Il voto di Jefte (1794; musicat en col·laboració amb Luigi Caruso)
- Abel's Tod (1806, Salzburg)
- Il trionfo di Gedeone

### Música sacra
- 20 misses
- Rèquiem
- 3 lletanies
- 18 vespres
- 48 ofertoris
- 2 Regina coeli
- 2 miserere
- 2 Te Deum
- Concert en do major per a piano i orquestra
- Concert per a clavicèmbal, fagot i violí
- oncerto per a clavicèmbal i orquestra
- 2 simfonies

### Ballets
- Germanico in Germania (1777, Milà)
- Il ratto delle Sabine (1780, Màntua)
- La grotta di Merlino (1808, Salzburg)